# ファフニール
ファフニール（古ノルド語: Fáfnir）は、北欧神話およびドイツ北部のゲルマン神話などに登場するドワーフ（もしくは人間）。ワーム（日本語では竜-ドラゴン もしくは蛇）に変身する。日本では英語・現代ドイツ語の読み方であるファフナー、ファーフナーなどが用いられることもあるほか、舞台ドイツ語風のファフニル、ファーヴニル、ファーフニール、ファーフニル、ファーブニル、ファヴニルなどという表記もあるが、実際に「ファーヴニル」（[faːvnir]）が古ノルド語の発音にもっとも近いと考えられる。その名は（多くの黄金を抱え込んだことから）「抱擁するもの」を意味する。

## 北欧神話・ゲルマン神話におけるファフニール

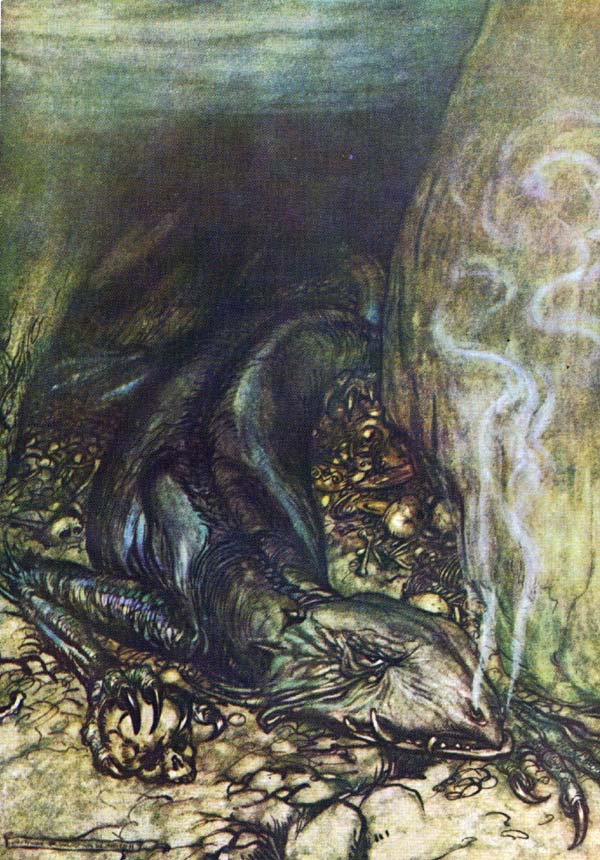
アーサー・ラッカムが描いたファーフナー。

話の細部は物語（『エッダ』・『ヴォルスンガ・サガ』・『ファーヴニルの歌』など）によって異なるが、あらすじは以下の通りである。
ファフニールはフレイズマルの長男であり、オッテル（次男）とレギン（三男）という弟がいた。神であるロキ・オーディン・ヘーニルが旅をしているとき、河でカワウソに変身していたオッテルをしとめた。神々はそれを知らずにフレイズマルにその日の宿を求めた。フレイズマルに指示されたファフニールとレギンは神々を捕らえ、賠償金を要求する。
神々は、オッテルの皮の内側と外側を埋め尽くす量の黄金（もしくは赤い黄金）を支払うことで合意する。オーディンとヘーニルが人質として残され、ロキがドワーフのアンドヴァリから黄金と黄金を生み出す指輪（もしくは腕輪）を奪う。その際、アンドヴァリは指輪の持ち主に永遠の不幸をもたらす呪いをかける（もしくは、最初から指輪はそのような性質のものであった）。
指輪は黄金とともに皮に入れられてフレイズマルに渡され、黄金に欲を出したファフニールはフレイズマルを殺害する。ファフニールは黄金を弟と分け合うことを拒み、黄金とともにグニタヘイズ (Gnitaheidr) へ逃亡し、黄金を守るために毒を吐くワームに変身する（もしくは、指輪の呪いによってワイアームになってしまう）。
その後、レギンはデンマークの王ヒャルプレク王のもとで鍛冶師として働き、ヒャルプレク王からフラグランドの王シグムントの遺子シグルズの養育を任され、シグルズに過去のことを話してファフニールを殺すように頼む。鍛冶屋であったレギンは古エッダでは竜を倒すためにと言ってグラムをシグルズに渡し、ヴォルスンガ・サガでは何度か剣を作ろうとするもののシグルズはその出来に満足せず、シグルズは母からシグムントの遺産である折れた剣を受け取り、それをレギンが鍛え直して与えた。それ以後、その剣はグラムと呼ばれる。
シグルズはグラムでファフニールを殺す。死に際にファフニールはシグルズの問いかけに答え、自身の持つ腕輪、黄金は死に至る呪いがかかっているため、持っていくなと忠告をしたが、シグルズはそれを聞き入れることはなかった。その後、レギンは自身にも責任はあるが、それでも兄を殺したとシグルズを非難する。そして、レギンはファフニールの心臓を炙って食べさせてくれと頼んだ。古エッダではレギンが、ヴォルスンガサガではシグルズがリジル（リジン）という剣でファーヴニルの心臓を切り出し、シグルズはレギンの指示に従って心臓を火で焙ったが、その際に火傷を負い、指をなめてドラゴンの血もなめてしまった。そして、ドラゴンの血の力によってシグルズはすべての言語を理解する力を得る。鳥の鳴き声からレギンに自分が殺されようとしていることを知ったシグルズはレギンを殺し、黄金を手に入れる。また、その心臓を口にしたシグルズとグズルーンは余人より遥かに賢くなったという。

## 『ニーベルングの指環』におけるファフニール
リヒャルト・ワーグナーの楽劇『ニーベルングの指環』におけるファフニールはファーフナーという名前で登場し、竜に変身はするものの、巨人族として描かれている。
また、シグルズはジークフリートと呼ばれ、オッテルとレギンはそれぞれアルベリヒとミーメと呼ばれているほか、彼らの血縁関係も変化しているが、物語における役割に大きな変化は無い。